# Vitale da Bologna
Vitale da Bologna (1330 - 1361), também conhecido como Vitale di Almo de' Cavalli ou Vitale degli Equi, foi um pintor italiano, do começo do Renascimento.
Ele é representante da escola de Bolonha do século XIV, onde ele trabalhou e pintou o políptico da Igreja de San Salvatore e os afrescos da Basílica de Santa Maria dei Servi. Também trabalhou na Abadia de Pomposa e em Udine. Sua obra-prima é o painel com São Jorge e o Dragão na Pinacoteca Nazionale di Bologna. Também dele é o Presepe na Igreja de Sant'Apollonia di Mezzaretta, agora na Pinacoteca Nacional de Bolonha, considerado um marco na evolução da Escola de Bolonha.